# Lukașivka, Berezivka
Lukașivka (în ucraineană Лукашівка) este un sat în comuna Demîdove din raionul Berezivka, regiunea Odesa, Ucraina.

## Demografie
Componența lingvistică a localității Lukașivka
     Ucraineană (85,71%)
Conform recensământului din 2001, majoritatea populației localității Lukașivka era vorbitoare de ucraineană (85,71%), existând în minoritate și vorbitori de găgăuză (14,29%).